# 貴婦人として死す
『貴婦人として死す』（きふじんとしてしす、原題： She Died a Lady ）は、アメリカの推理作家カーター・ディクスン（ジョン・ディクスン・カーの別名義）による推理小説。発表は1943年。ヘンリ・メリヴェール卿ものの長編第14作目にあたる。
本作は、断崖絶壁における足跡のない殺人という不可能興味の謎を扱った作品である。

## あらすじ
1940年、第二次世界大戦の戦火が近づき、ドイツ空軍機による空襲に備えて夜間の灯火管制が敷かれるようになったノース・デヴォンのリンクーム村では、数学教授アレック・ウェインライトの20歳以上も年下で非常に魅力的な妻・リタが、アメリカから来た元俳優で車のセールスマンをしている若い美男のバリー・サリヴァンと不倫の関係にあった。リタは村の医師ルーク・クロックスリーにアレックと離婚したいと相談を持ちかけた。リタは夫に対する愛情も残しており罪悪感もあるが、サリヴァンに対する気持ちはかけがえのないものだ、とルークに打ち明ける。
それから2人の関係は村中に噂が広まり、知らないのは夫のアレックだけという状況の中、6月29日土曜の晩、ルークはリンクームから4マイル離れたアレックの家「清閑荘」にカード遊びをしに行くと、アレックは誰かに電話線が切られていると言う。リタを探しに家の裏手に行ったルークは、あずまやで逢い引きの真っ最中だった彼女とサリヴァンを見つけ、2人と連れだって家に戻る。9時のラジオニュースに集中しているアレックに、氷を取りに行くと言ってリタがキッチンに行くと、サリヴァンもその後を追い、いつまで経っても2人が戻ってこないことにルークは不安を感じ出した。しばらくしてルークがキッチンに行ってみると、リタの書き置きが残されており、キッチンの裏口の ドアが開け放たれていた。裏口のドアの先には小石でふち取られた土の小径があり、ラヴァーズ・リープ（恋人たちの身投げ岬）と呼ばれる断崖のへりまで続いていた。雨の後のぬかるんだ小径に残されていたリタとサリヴァンの足跡は、断崖のへりで途切れており、引き返した足跡はなかった。
ルークには、2人が崖から身投げしたようにしか思えない状況であった。さらに、崖から潮が満ち始めた海面までは70フィートもの高さがあり、飛び込めば命はないと思われた。ルークはアレックに2人が身投げしたことを知らせ、警察に連絡することにしたが、電話線が切られていたため車で警察に行こうとしたところ、何者かによりガソリンが抜き取られていた。しかたなくルークは自宅に戻って、リントンの警察署に電話で連絡をした。それから2日後、2、3マイル離れた浜でリタとサリヴァンの死体が発見された。
溺死と思われた2人だったが、検死の結果、2人は何者かにより至近距離から射殺されていたことが判明した。凶器の拳銃が見つからなければ、2人のうちのどちらかが発砲しての心中で片づけられたのだが、凶器の拳銃は「清閑荘」から半マイル離れた道端で発見されたのである。このことから、誰かが2人を殺害したとしか考えられなくなったが、ラヴァーズ・リープのへりまで続いていたのは2人の足跡だけで、その足跡には後ろ向きに歩いたり、1人の人間が違うサイズの靴を履いて歩いたりしたような不自然な痕跡は見つからず、犯行は不可能な状況であった。
途方に暮れるクラフト警視は、村の画家・ポール・フェラーズの家に滞在していたヘンリ・メリヴェール卿にこの謎を解き明かすよう依頼する。ところが、凶器の拳銃の発見者で弁護士のスティーヴ・グレインジとの面談から状況は一変する。グレインジは、2人が拳銃で自殺して海に落ちた後、ルークが残された拳銃を拾い、リタに好意を寄せていたため彼女の自殺と不実が世間に知れ渡るのを嫌い、警察に電話するために自宅に戻る途中で拳銃を捨てたのだと指摘する。そして、クラフト警視はこの指摘が事件の謎を説明できる唯一の解釈だと受け入れる。しかし、断じてそれを否定するルークは、メリヴェール卿とともに謎の究明にとりかかる。

## 主な登場人物
ルーク・クロックスリー
本編の語り手。医師。
トム・クロックスリー
ルークの息子。
アレック・ウェインライト
「清閑荘」の主。
リタ・ウェインライト
アレックの妻。
バリー・サリヴァン
自動車のセールスマン。本名はジェイコブ・マクナット。
ベル・サリヴァン
バリーの妻。
スティーヴ・グレインジ
弁護士。
モリー・グレインジ
スティーヴの娘。
ポール・フェラーズ
画家。
クラフト
警視 。
ヘンリ・メリヴェール卿（通称H・M）
フェラーズの客。

## 作品の評価
- 松田道弘は「新カー問答 - ディクスン・カーのマニエリスム的世界」[1]の中で、カーの作品を第1位のグループ6作品の3番目に挙げている[注 1]。